# Wu (dialekt)
| Wikipedia | Wikipedia har en upplaga på Wu (dialekt). |

Wu (吴语; 吳語; Wúyǔ) är en dialekt av kinesiska språket, och är den dialekt efter mandarin som har flest antal talare.
Wu talades 2013 av 80 miljoner personer, varav närapå alla bor i Kina. Talarna finns runt Yangtzeflodens utlopp i provinserna Jiangsu, Anhui, Fujian, Jiangxi, Zhejiang och i Shanghai storstadsområde. Wu använder samma skriftspråk som standardkinesiskan, men använder tecknet 廿 för räknetalet 20. (Jämfört med "二十" som normalt används)
Det finns flera varianter av Wu varav prestigefyllda varianter är Shanghainesiska (上海闲话) och Suzhou-varianten. Wu ansens jämfört med andra kinesiska dialekter vara lätt, mjuk och flytande.
Namnet Wu (吴/吳) är samma som för den historiska staten Wu under Vår- och höstperioden (770 f.Kr.–481 f.Kr.) och för staten Wuyue under tiden för De fem dynastierna och De tio rikena (900-talet), vilket är ursprunget för namnet.